# 다이하이드로리포아마이드
다이하이드로리포아마이드(영어: dihydrolipoamide)는 리포아마이드를 생성하기 위해 다이하이드로리포일 탈수소효소에 의해 산화되는 분자이다. 이후 리포아마이드는 α-케토글루타르산 탈수소효소 복합체, 피루브산 탈수소효소 복합체, 가지사슬 α-케토산 탈수소효소 복합체의 보조 인자로 사용된다.

## 같이 보기
- 다이하이드로리포산
- 리포산
- 리포아마이드